# Omicron lustratum
Omicron lustratum är en stekelart som beskrevs av Giordani Soika 1978. Omicron lustratum ingår i släktet Omicron och familjen Eumenidae. Inga underarter finns listade i Catalogue of Life.